# دومنیک گارسیا-لوریدو
دومنیک گارسیا-لوریدو (به انگلیسی: Dominik García-Lorido) (زاده ۱۶ اوت ۱۹۸۳) بازیگرآمریکایی است.
از فیلم‌های معروف او می‌توان به بازی در فیلم وایلد کارد و جزیره شهر اشاره کرد.